# Jaspis investigatrix
Jaspis investigatrix är en svampdjursart som först beskrevs av Annandale 1915.  Jaspis investigatrix ingår i släktet Jaspis och familjen Ancorinidae.
Artens utbredningsområde är Sri Lanka. Inga underarter finns listade i Catalogue of Life.